# Ligne de Djedeida à Bizerte
La ligne de Djedeida à Bizerte est une ligne de chemin de fer du nord de la Tunisie, reliant Djedeida à Bizerte.